# Верхньо-Ліндозька гідроелектростанція
Верхньо-Ліндозька гідроелектростанція (порт. Barragem do Alto-Lindoso) — гідроелектростанція на півночі Португалії, у Ліндозу. Знаходячись вище за ГЕС Ліндозо, становить верхній ступінь каскаду на річці Ліма, що тече з гір Таларіньо в Атлантичний океан.
З 1922 року на Лімі працювала Ліндозька станція потужністю 42 МВт. В кінці 20 століття вирішили спорудити тут значно потужнішу ГЕС, яка стала найбільшою в країні. Вище по течії річку перекрили бетонною арковою греблею висотою 110 метрів та довжиною 297 метрів, на спорудження якої пішло 309 тис. м3 матеріалу. Вона утримує водосховище із площею поверхні 10,5 км2 та об'ємом 379 млн м3 (корисний об'єм 348 млн м3), нормальним для якого є коливання рівня між позначками 280 та 338 метрів НРМ.
Машинний зал розташований за 70 метрів від греблі під гірським масивом на глибині 340 метрів. Доступ до нього здійснюється через тунель довжиною 1,8 км, крім того, прокладено 0,7 км тунелів, що ведуть до інших споруд комплексу. Зал обладнано двома турбінами типу Френсіс потужністю по 315 МВт, які при напорі від 219 до 281 метра забезпечують виробництво 948 млн кВт·год електроенергії на рік. Відпрацьована вода потрапляє у підземний балансуючий резервуар довжиною 70 метрів та діаметром 21 метр, з якого відводиться по тунелю довжиною 5 км та діаметром 8,3 метра.
Зв'язок з енергосистемою здійснюється по ЛЕП, що працює під напругою 400 кВ.